# 萨莫色雷斯的胜利女神

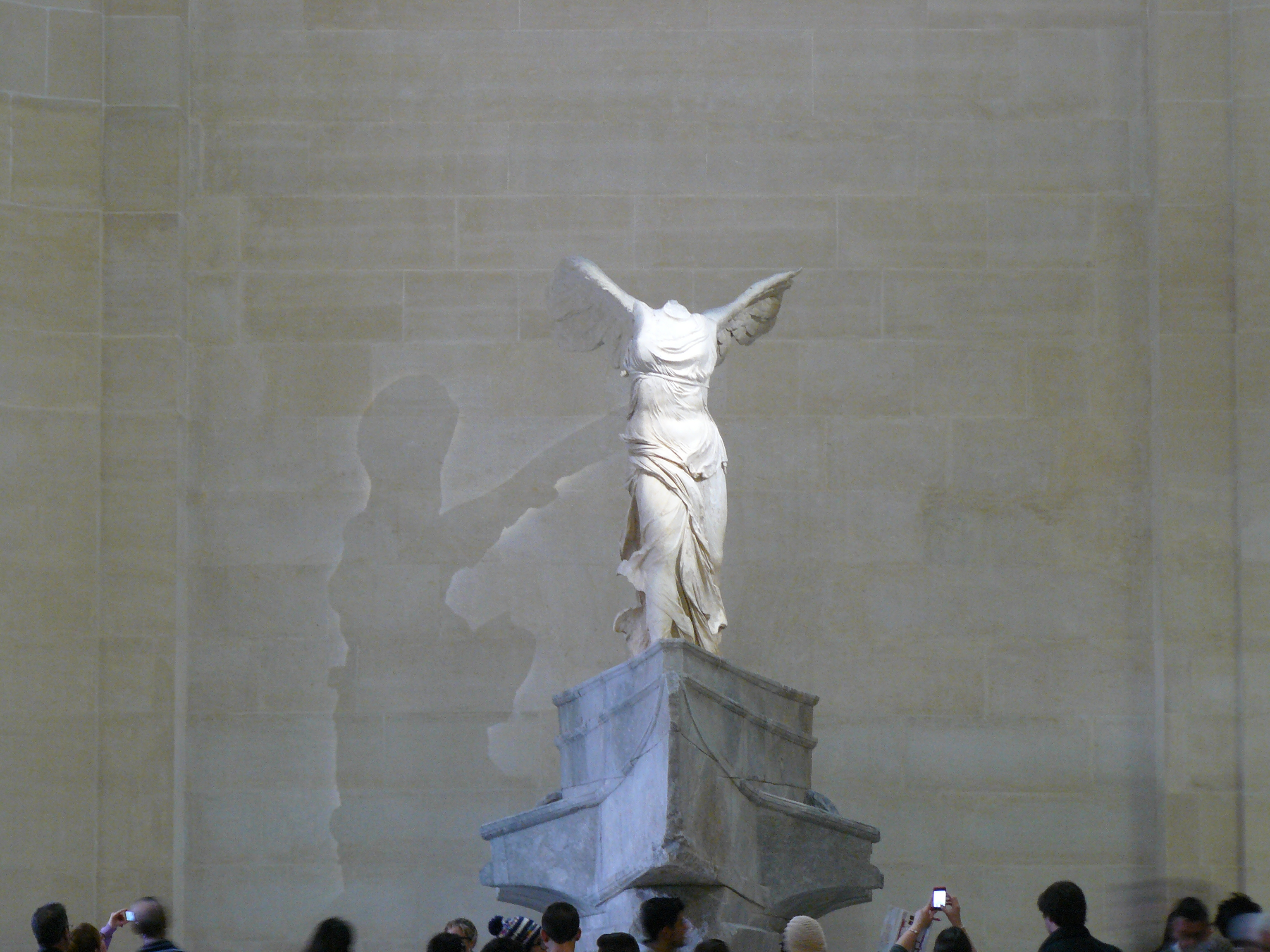
雕塑正面

萨莫色雷斯的胜利女神（Winged Victory of Samothrace / Nike of Samothrace），是一座奉獻性的紀念碑，最初發現於愛琴海北部的萨莫色雷斯岛上。它被視為古希臘雕塑的傑作，屬於希腊化时期艺术（公元前2世紀）的作品。它由一尊代表希腊神话女神尼刻的的雕塑組成，缺少頭部和手臂，以及以船頭形狀的底座。
若包括基座，這座雕像的總高度為5.57公尺；雕像本身高度為2.75公尺。這座雕塑是少數幾尊保存完整的古希臘原始雕像之一，而不是羅馬的複製品。自1884年以來，胜利女神一直展出在法國巴黎的羅浮宮，位於主樓梯的頂端。希臘正在尋求返還這座雕塑。

## 简述

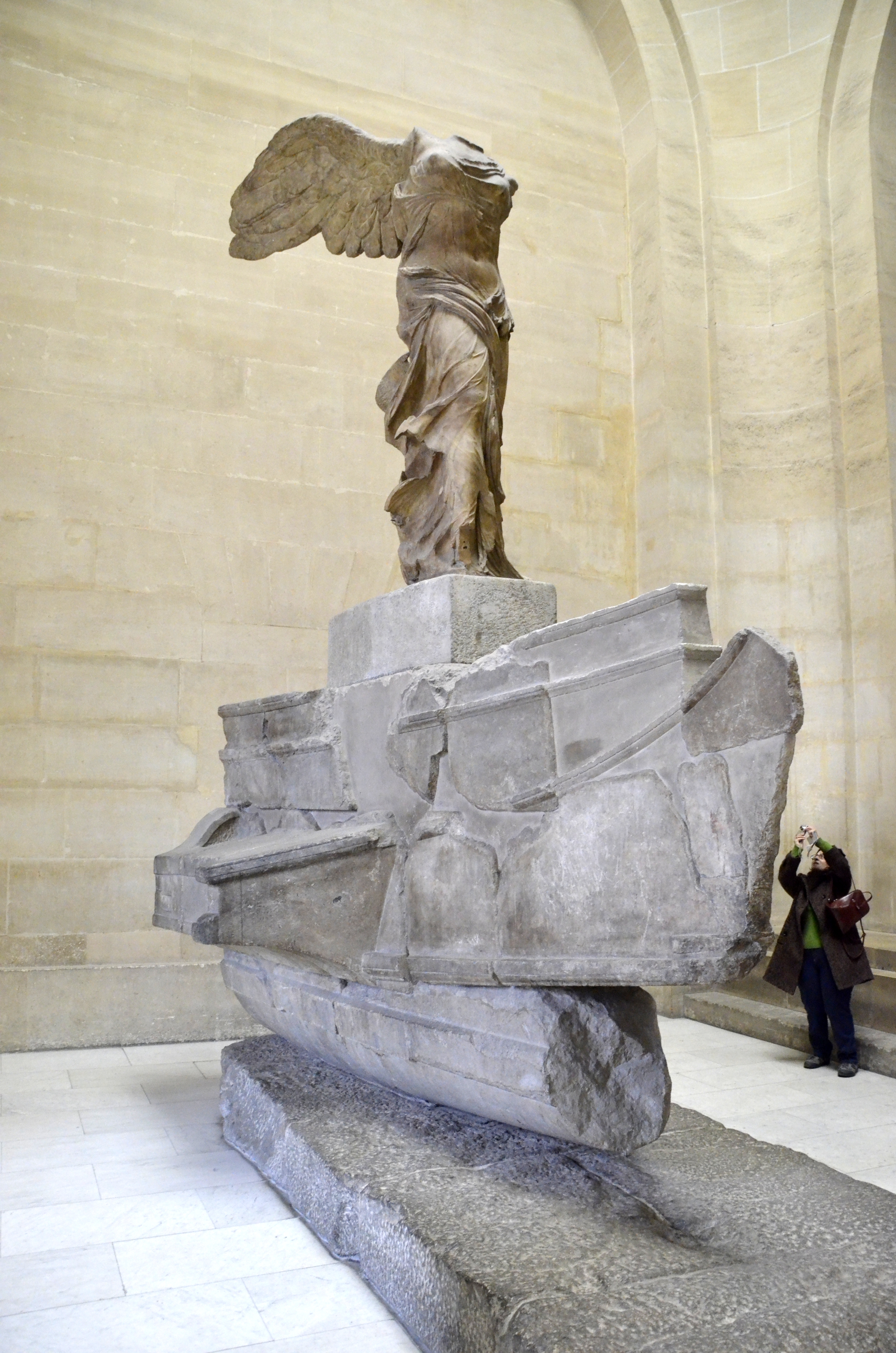
雕像側面

萨莫色雷斯的胜利女神发现于1863年。关于她的创作背景仍然存在争议，有人认为是为了纪念公元前306年的薩拉米斯海戰或是公元前31年的亚克兴角战役。不同方法的年代鉴定都得到了类似的结果，创作时间大致在前后三个世纪之间，不过较早年代的可能性更大。20世纪的主流观点基于赫尔曼·蒂尔施（德语：Hermann Thiersch）和卡尔·莱曼（英语： Karl Lehmann）的研究成果，认为胜利女神像是罗得岛的纪念碑，用以纪念公元前190年在西代和Cape Myonessos取得的胜利，可能是由罗德岛雕塑家Pythocritus所雕刻的。然而近些年来，莱曼提出的纪念碑重建被证明是错误的（胜利女神周边建筑的残余其实属于罗马时期）。至于为何胜利女神像会被用以纪念萨拉米斯（当时属于马其顿王国）的问题，至今仍然无人能够解答。
胜利女神像高2.44米（8.01英尺），她不仅表达了对胜利女神尼克的崇拜，更是一场海战的象征。她代表着战斗与胜利，衣裙迎风飘扬，仿佛女神从天而降，落在战舰的船头。
现代发掘显示，胜利女神像原本位于山丘山壁凿出的圣龛，她同一座圣坛一起，与德米特里一世战舰纪念碑对望。神像由灰白两色的萨莫色雷斯与帕罗斯大理石组成，最初是萨莫色雷斯神庙建筑群的一部分，向伟大的诸神致敬。她站在象征战舰船头的灰色大理石基座上，代表女神从天而降，落在胜利的舰队中间。雕塑的胳膊至今也未被发现，不过人们普遍认为尼克的右臂举起（她躯体的弯曲可以显示出手臂的动作），手指在唇边卷成杯状，传达着胜利的呐喊。胜利女神像的出色之处在于将动态的动作与突然间的静止融为一体，女神保持着优雅平衡的身姿，垂下的衣裙在强劲海风中随风摆动。类似的表现手法也出现在拉奥孔与儿子们。拉奥孔与儿子们是复制作品，原作早已遗失，但创作时间和地点与胜利女神像相近。拉奥孔与儿子们在文艺复兴时期被古典派艺术家们广为推崇，被认为是自我意识与人类行为的体现；与此不同的是，萨莫色雷斯的胜利女神则是对胜利精神的如实刻画，亦展现出神短暂地与人类面对面的场景。
女神像展开的右翼由原本的左翼镜像而来。与手臂一样，女神像的头部从未出现过；但多个其它部分曾被陆续发现：1950年，一支由卡尔·莱曼带领的小组发掘出了女神像缺失的右手。这只没有手指的手掌被发现隐藏在一块巨大的岩石下面，靠近女神像最初的位置。回程的路上，菲利斯·威廉姆斯·莱曼（英语：Phyllis Williams Lehmann）博士在维也纳艺术史博物馆（收藏有另一件胜利女神像）的储藏抽屉中辩认出了女神像的拇指和无名指指尖。如今这两个部分与手掌一起放在玻璃柜中，在卢浮宫女神像所在的平台旁边展出。

## 历史
萨莫色雷斯的胜利女神的作者未知，不过保罗·麦克金德里克（英语：Paul MacKendrick）认为是林多斯（英语：Lindos ）的Pythokritos。胜利女神像最初发现于当时属于奥斯曼帝国的萨莫色雷斯岛，在1863年公开，被认为是在公元前295至289年之间，由马其顿将军德米特里一世在取得了塞浦路斯海战胜利之后下令建造的。萨莫色雷斯考古纪念馆（英语：Archaeological Museum of Samothrace）保留着上述的出处和时间。近年来发掘的陶瓷证据显示，胜利女神像的基座建造于公元前200年左右，不过有学者依然认为建造时间可能早至公元前250年或者在之后的公元前180年。显而易见的是，胜利女神像与帕加马祭坛（建造于约公元前170年）在身姿与衣料上存在明显的相似之处。然而胜利女神像由罗德岛人雕刻的证据存疑，与其最相似的艺术形象是描绘在马其顿硬币上的图案。对希腊马其顿的国王们而言，萨莫色雷斯是重要的圣殿。公元前255年的科斯岛战役中，马其顿安提柯二世战胜了埃及托勒密二世的舰队，胜利女神像极有可能是这一场战役的纪念。
1863年四月，胜利女神像由法国领事及业务考古学家查尔斯•尚帕佐（英语：Charles Champoiseau）发现并运送到巴黎。雕像自发现之后进行过多次组装修复；船头则由1879年尚帕佐在现场发现的大理石碎片重新组合而成，之后也运往巴黎。
胜利女神像自1883年起开始在卢浮宫展出，占据着德农馆台阶的显赫位置。一尊石膏复制品摆放在发现地萨莫色雷斯位于神庙建筑群原址的博物馆。
1939年秋天，第二次世界大战爆发在即。同年8月25日，巴黎的所有博物馆全部关闭，艺术品被打包转移到巴黎之外相对安全的地方保管。9月3日晚上，胜利女神像也自原展出位置移走，经由一块搭建在台阶上的木质斜坡运送下来。在第二次世界大战期间，胜利女神像同米洛的维纳斯和《垂死的奴隸》一起保存在瓦朗塞城堡。

## 註解
1. ↑  這尊雕像在希臘語中被稱為[Niki tis Samothrakis] 错误：[未定义] 错误：{{Lang}}：无文本（帮助）：语言代码：gre 无法识别（帮助）(Νίκη της Σαμοθράκης) ，在法語中被稱為. 在薩莫色雷斯神廟群中還發現了另外兩尊勝利女神像：奧地利考古團隊發現的羅馬複製品，現藏於維也納藝術史博物館；菲利斯·威廉姆斯·萊曼博士於1949年發現了第三尊，現藏於薩莫色雷斯考古博物館。

## 引用
1. ↑  H·W·詹森 (1995) History of Art. 5th edn. Revised and expanded by Anthony F. Janson. London: Thames & Hudson, pp. 157–158. ISBN 0500237018
2. ↑  Janson（1995年），第157–158页
3. ↑  inv. no. MA 2369
4. ↑  Arkouli, Maria. . GreekReporter.com. 2013-08-30  [2023-02-22]. （原始内容存档于2023-04-30） （美国英语）.
5. ↑  Smith（1991年），第78页
6. ↑  Stewart（2016年），第399页
7. ↑  Stewart（2016年），第400页
8. ↑  Fox, Margalit. . The New York Times. 2004-10-16  [2017-06-08]. ISSN 0362-4331. （原始内容存档于2015-05-28） （美国英语）.
9. ↑  Haskell & Penny（1981年），第333页
10. ↑  Smith（1991年）
11. ↑  Nicholas（1994年），第54–55页
12. ↑  Nicholas（1994年），第87页

## 外部連結
- The Louvre website on the Winged Victory of Samothrace （页面存档备份，存于）